# Gran Premi Miguel Indurain 2024
El Gran Premi Miguel Indurain 2024 fou la 75a edició del Gran Premi Miguel Indurain. La cursa es va disputar el 30 de març de 2024, amb un recorregut de 198,1 quilòmetres, i formava part del calendari de l'UCI ProSeries 2024 amb una categoria 1.Pro.
El vencedor final fou l'estatunidenc Brandon McNulty  (UAE Team Emirates), que s'imposà a l'esprint en l'arribada a Estella a Maxim Van Gils (Lotto Dstny). Oscar Onley (Team DSM-Firmenich PostNL) completà el podi.

## Equips participants
L'organització va convidar a 22 equips: onze de categoria WorldTeam, nou ProTeams i dos equips continentals.
| WorldTeams (11)- Arkéa-B&B Hotels - Astana Qazaqstan Team - Bora-Hansgrohe - Cofidis - Decathlon-AG2R La Mondiale - EF Education-EasyPost - Lidl-Trek - Movistar Team - Team dsm-firmenich PostNL - Team Jayco AlUla - UAE Team Emirates ProTeams (9)- Burgos-BH - Caja Rural-Seguros RGA - Equipo Kern Pharma - Euskaltel-Euskadi - Israel-Premier Tech - Lotto Dstny - Q36.5 Pro Cycling Team - Polti Kometa - TotalEnergies Equips continentals (2)- Illes Balears Arabay Cycling - Sabgal / Anicolor |
| |

## Classificació final
| \| Classificació general \| Classificació general \| Classificació general \| Classificació general \| Classificació general \| \| Corredor \| Corredor \| Equip \| Temps \| \| \| --------------------- \| -------------------------- \| -------------------------- \| --------------------- \| --------------------- \| \| 1r \| Brandon McNulty \| UAE Team Emirates \| 4h 55' 48" \| \| \| 2n \| Maxim Van Gils \| Lotto Dstny \| + 0" \| \| \| 3r \| Oscar Onley \| Team dsm-firmenich PostNL \| + 2" \| \| \| 4t \| Ion Izagirre Insausti \| Cofidis \| + 6" \| \| \| 5è \| Archie Ryan \| EF Education-EasyPost \| + 8" \| \| \| 6è \| Samuele Battistella \| Astana Qazaqstan Team \| + 16" \| \| \| 7è \| Clément Champoussin \| Arkéa-B&B Hotels \| + 16" \| \| \| 8è \| Steff Cras \| TotalEnergies \| + 16" \| \| \| 9è \| Maximilian Schachmann \| Bora-Hansgrohe \| + 16" \| \| \| 10è \| Fernando Barceló Aragón \| Caja Rural-Seguros RGA \| + 16" \| \| \| 11è \| Warren Barguil \| Team dsm-firmenich PostNL \| + 23" \| \| \| 12è \| Urko Berrade \| Equipo Kern Pharma \| + 26" \| \| \| 13è \| Isaac del Toro \| UAE Team Emirates \| + 31" \| \| \| 14è \| Davide De Pretto \| Team Jayco AlUla \| + 31" \| \| \| 15è \| Pàvel Sivakov \| UAE Team Emirates \| + 34" \| \| \| 16è \| Igor Arrieta \| UAE Team Emirates \| + 34" \| \| \| 17è \| Alex Baudin \| Decathlon-AG2R La Mondiale \| + 36" \| \| \| 18è \| Mark Donovan \| Q36.5 Pro Cycling Team \| + 42" \| \| \| 19è \| Paul Double \| Team Polti Kometa \| + 44" \| \| \| 20è \| David de la Cruz Melgarejo \| Q36.5 Pro Cycling Team \| + 53" \| \| |                            |                            |            |
| |                            |                            |            |
| Font: ProCyclingStats |                            |                            |            |
| Classificació general |                            |                            |            |
| Corredor | Corredor                   | Equip                      | Temps      |
| 1r | Brandon McNulty            | UAE Team Emirates          | 4h 55' 48" |
| 2n | Maxim Van Gils             | Lotto Dstny                | + 0"       |
| 3r | Oscar Onley                | Team dsm-firmenich PostNL  | + 2"       |
| 4t | Ion Izagirre Insausti      | Cofidis                    | + 6"       |
| 5è | Archie Ryan                | EF Education-EasyPost      | + 8"       |
| 6è | Samuele Battistella        | Astana Qazaqstan Team      | + 16"      |
| 7è | Clément Champoussin        | Arkéa-B&B Hotels           | + 16"      |
| 8è | Steff Cras                 | TotalEnergies              | + 16"      |
| 9è | Maximilian Schachmann      | Bora-Hansgrohe             | + 16"      |
| 10è | Fernando Barceló Aragón    | Caja Rural-Seguros RGA     | + 16"      |
| 11è | Warren Barguil             | Team dsm-firmenich PostNL  | + 23"      |
| 12è | Urko Berrade               | Equipo Kern Pharma         | + 26"      |
| 13è | Isaac del Toro             | UAE Team Emirates          | + 31"      |
| 14è | Davide De Pretto           | Team Jayco AlUla           | + 31"      |
| 15è | Pàvel Sivakov              | UAE Team Emirates          | + 34"      |
| 16è | Igor Arrieta               | UAE Team Emirates          | + 34"      |
| 17è | Alex Baudin                | Decathlon-AG2R La Mondiale | + 36"      |
| 18è | Mark Donovan               | Q36.5 Pro Cycling Team     | + 42"      |
| 19è | Paul Double                | Team Polti Kometa          | + 44"      |
| 20è | David de la Cruz Melgarejo | Q36.5 Pro Cycling Team     | + 53"      |

## Llista de participants
| Cofidis COF | Cofidis COF                    | Cofidis COF |
| ----------- | ------------------------------ | ----------- |
| Núm         | Ciclista                       | Pos         |
| 1           | Ion Izagirre Insausti (ESP)    | 4t          |
| 2           | Thomas Champion (FRA)          | DNF         |
| 3           | Ben Hermans (BEL)              | 97è         |
| 4           | Jesús Herrada López (ESP)      | 96è         |
| 5           | Gorka Izagirre Insausti (ESP)  | 48è         |
| 6           | Jonathan Lastra Martínez (ESP) | 70è         |

| Arkéa-B&B Hotels ARK | Arkéa-B&B Hotels ARK            | Arkéa-B&B Hotels ARK |
| -------------------- | ------------------------------- | -------------------- |
| Núm                  | Ciclista                        | Pos                  |
| 11                   | Cristián Rodríguez Martín (ESP) | DNF                  |
| 12                   | Louis Barré (FRA)               | 32è                  |
| 13                   | Clément Champoussin (FRA)       | 7è                   |
| 14                   | Jean-Loup Fayolle (FRA)         | DNF                  |
| 15                   | Martin Tjøtta (NOR)             | DNF                  |
| 16                   | Michel Ries (LUX)               | 90è                  |
| 17                   | Alessandro Verre (ITA)          | 35è                  |

| Astana Qazaqstan Team AST | Astana Qazaqstan Team AST    | Astana Qazaqstan Team AST |
| ------------------------- | ---------------------------- | ------------------------- |
| Núm                       | Ciclista                     | Pos                       |
| 21                        | Samuele Battistella (ITA)    | 6è                        |
| 22                        | Anton Kuzmin (KAZ)           | DNF                       |
| 23                        | Gianmarco Garofoli (ITA)     | 26è                       |
| 24                        | Henok Mulubrhan (ERI) (ruta) | 65è                       |
| 25                        | Vadim Pronskiy (KAZ)         | 54è                       |
| 26                        | Igor Chzhan (KAZ)            | 101è                      |
| 27                        | Max Walker (GBR)             | DNF                       |

| Bora-Hansgrohe BOH | Bora-Hansgrohe BOH            | Bora-Hansgrohe BOH |
| ------------------ | ----------------------------- | ------------------ |
| Núm                | Ciclista                      | Pos                |
| 31                 | Emanuel Buchmann (GER) (ruta) | 71è                |
| 32                 | Bob Jungels (LUX)             | 62è                |
| 33                 | Matteo Sobrero (ITA)          | DNF                |
| 34                 | Roger Adrià Oliveras (ESP)    | 39è                |
| 35                 | Maximilian Schachmann (GER)   | 9è                 |
| 36                 | Frederik Wandahl (DEN)        | DNF                |
| 37                 | Alexander Hajek (AUT)         | 77è                |

| Decathlon-AG2R La Mondiale DAT | Decathlon-AG2R La Mondiale DAT | Decathlon-AG2R La Mondiale DAT |
| ------------------------------ | ------------------------------ | ------------------------------ |
| Núm                            | Ciclista                       | Pos                            |
| 41                             | Bruno Armirail (FRA)           | DNF                            |
| 42                             | Alex Baudin (FRA)              | 17è                            |
| 43                             | Felix Gall (AUT)               | 58è                            |
| 44                             | Jaakko Hänninen (FIN)          | 84è                            |
| 46                             | Paul Lapeira (FRA)             | 85è                            |
| 47                             | Nans Peters (FRA)              | 52è                            |

| EF Education-EasyPost EFE | EF Education-EasyPost EFE  | EF Education-EasyPost EFE |
| ------------------------- | -------------------------- | ------------------------- |
| Núm                       | Ciclista                   | Pos                       |
| 51                        | Markel Beloki (ESP)        | DNF                       |
| 52                        | Esteban Chaves Rubio (COL) | 29è                       |
| 53                        | Lukas Nerurkar (GBR)       | 87è                       |
| 54                        | Archie Ryan (IRL)          | 5è                        |
| 55                        | James Shaw (GBR)           | 86è                       |
| 56                        | Rigoberto Urán (COL)       | 40è                       |
| 57                        | Alexander Cepeda (ECU)     | 37è                       |

| Lidl-Trek LTK | Lidl-Trek LTK                   | Lidl-Trek LTK |
| ------------- | ------------------------------- | ------------- |
| Núm           | Ciclista                        | Pos           |
| 61            | Andrea Bagioli (ITA)            | 38è           |
| 62            | Julien Bernard (FRA)            | 36è           |
| 63            | Fabio Felline (ITA)             | DNF           |
| 64            | Louis Leidert (GER)             | 93è           |
| 65            | Liam O'Brien (IRL)              | 76è           |
| 66            | Carlos Verona Quintanilla (ESP) | 21è           |
| 67            | Natnael Tesfatsion (ERI)        | 66è           |

| Movistar Team MOV | Movistar Team MOV               | Movistar Team MOV |
| ----------------- | ------------------------------- | ----------------- |
| Núm               | Ciclista                        | Pos               |
| 71                | Alexander Aranburu Deba (ESP)   | 81è               |
| 72                | Jon Barrenetxea (ESP)           | 30è               |
| 73                | Pelayo Sánchez Mayo (ESP)       | 69è               |
| 74                | Ruben Guerreiro (POR)           | 23è               |
| 75                | Gregor Mühlberger (AUT) (ruta)  | 75è               |
| 76                | Sergio Samitier (ESP)           | 68è               |
| 77                | Gonzalo Serrano Rodríguez (ESP) | 28è               |

| Team dsm-firmenich PostNL DFP | Team dsm-firmenich PostNL DFP | Team dsm-firmenich PostNL DFP |
| ----------------------------- | ----------------------------- | ----------------------------- |
| Núm                           | Ciclista                      | Pos                           |
| 81                            | Warren Barguil (FRA)          | 11è                           |
| 82                            | Romain Combaud (FRA)          | DNF                           |
| 83                            | Gijs Leemreize (NED)          | 24è                           |
| 84                            | Enzo Leijnse (NED)            | DNF                           |
| 85                            | Oscar Onley (GBR)             | 3r                            |
| 86                            | Martijn Tusveld (NED)         | 98è                           |
| 87                            | Vincent Bodet (FRA)           | DNF                           |

| Team Jayco AlUla JAY | Team Jayco AlUla JAY   | Team Jayco AlUla JAY |
| -------------------- | ---------------------- | -------------------- |
| Núm                  | Ciclista               | Pos                  |
| 91                   | Simon Yates (GBR)      | DNF                  |
| 92                   | Davide De Pretto (ITA) | 14è                  |
| 93                   | Felix Engelhardt (GER) | 72è                  |
| 94                   | Lucas Hamilton (AUS)   | 25è                  |
| 95                   | Edward Dunbar (IRL)    | DNF                  |
| 96                   | Rudy Porter (AUS)      | DNF                  |
| 97                   | Mauro Schmid (SUI)     | DNF                  |

| UAE Team Emirates UAD | UAE Team Emirates UAD      | UAE Team Emirates UAD |
| --------------------- | -------------------------- | --------------------- |
| Núm                   | Ciclista                   | Pos                   |
| 101                   | Igor Arrieta (ESP)         | 16è                   |
| 102                   | Finn Fisher-Black (NZL)    | 80è                   |
| 103                   | Marc Soler i Giménez (ESP) | DNF                   |
| 104                   | Isaac del Toro (MEX)       | 13è                   |
| 105                   | Brandon McNulty (USA)      | 1r                    |
| 106                   | Pàvel Sivakov (FRA)        | 15è                   |

| Burgos-BH BBH | Burgos-BH BBH                  | Burgos-BH BBH |
| ------------- | ------------------------------ | ------------- |
| Núm           | Ciclista                       | Pos           |
| 111           | Sergio Geovani Chumil (GUA)    | 104è          |
| 112           | David Delgado Higueruelo (ESP) | DNF           |
| 113           | José Manuel Díaz Gallego (ESP) | 56è           |
| 114           | Jesús Ezquerra (ESP)           | 57è           |
| 115           | Jetse Bol (NED)                | 100è          |
| 116           | Sinuhé Fernández (ESP)         | 53è           |
| 117           | Karel Vacek (CZE)              | DNF           |

| Caja Rural-Seguros RGA CJR | Caja Rural-Seguros RGA CJR     | Caja Rural-Seguros RGA CJR |
| -------------------------- | ------------------------------ | -------------------------- |
| Núm                        | Ciclista                       | Pos                        |
| 121                        | Fernando Barceló Aragón (ESP)  | 10è                        |
| 122                        | Sebastian Berwick (AUS)        | DNF                        |
| 123                        | Jefferson Cepeda (ECU)         | 64è                        |
| 124                        | Joseba López (ESP)             | 95è                        |
| 125                        | Joel Nicolau Beltran (ESP)     | 50è                        |
| 126                        | Eduard Prades i Reverter (ESP) | 47è                        |
| 127                        | Gorka Sorarrain (ESP)          | 89è                        |

| Equipo Kern Pharma EKP | Equipo Kern Pharma EKP        | Equipo Kern Pharma EKP |
| ---------------------- | ----------------------------- | ---------------------- |
| Núm                    | Ciclista                      | Pos                    |
| 131                    | Urko Berrade (ESP)            | 12è                    |
| 132                    | Pablo Castrillo Zapater (ESP) | 43è                    |
| 133                    | Ibon Ruiz (ESP)               | 27è                    |
| 134                    | Iván Cobo (ESP)               | 134è                   |
| 135                    | Pau Miquel Delgado (ESP)      | 22è                    |
| 136                    | Martí Márquez (ESP)           | DNF                    |
| 137                    | Unai Iribar (ESP)             | 33è                    |

| Euskaltel-Euskadi EUS | Euskaltel-Euskadi EUS             | Euskaltel-Euskadi EUS |
| --------------------- | --------------------------------- | --------------------- |
| Núm                   | Ciclista                          | Pos                   |
| 141                   | Enekoitz Azparren (ESP)           | 45è                   |
| 142                   | Gotzon Martín (ESP)               | 44è                   |
| 143                   | Víctor de la Parte González (ESP) | 61è                   |
| 144                   | Txomin Juaristi (ESP)             | 99è                   |
| 145                   | Mikel Iturria Segurola (ESP)      | 67è                   |
| 146                   | Asier Etxeberria (ESP)            | DNF                   |
| 147                   | Iker Mintegi (ESP)                | 31è                   |

| Israel-Premier Tech IPT | Israel-Premier Tech IPT  | Israel-Premier Tech IPT |
| ----------------------- | ------------------------ | ----------------------- |
| Núm                     | Ciclista                 | Pos                     |
| 151                     | George Bennett (NZL)     | 41è                     |
| 152                     | Mason Hollyman (GBR)     | DNF                     |
| 153                     | Matthew Riccitello (USA) | 92è                     |
| 154                     | Mads Würtz Schmidt (DEN) | DNF                     |
| 155                     | Nick Schultz (AUS)       | 78è                     |
| 156                     | Stephen Williams (GBR)   | DNF                     |
| 157                     | Michael Woods (CAN)      | DNF                     |

| Lotto Dstny LTD | Lotto Dstny LTD             | Lotto Dstny LTD |
| --------------- | --------------------------- | --------------- |
| Núm             | Ciclista                    | Pos             |
| 161             | Logan Currie (NZL)          | 74è             |
| 162             | Thomas De Gendt (BEL)       | DNF             |
| 163             | Jonas Gregaard Wilsly (DEN) | 59è             |
| 164             | Sylvain Moniquet (BEL)      | 73è             |
| 165             | Eduardo Sepúlveda (ARG)     | 51è             |
| 166             | Johannes Adamietz (GER)     | DNF             |
| 167             | Maxim Van Gils (BEL)        | 2n              |

| Q36.5 Pro Cycling Team Q36 | Q36.5 Pro Cycling Team Q36       | Q36.5 Pro Cycling Team Q36 |
| -------------------------- | -------------------------------- | -------------------------- |
| Núm                        | Ciclista                         | Pos                        |
| 171                        | Xabier Mikel Azparren (ESP)      | DNF                        |
| 172                        | Filippo Conca (ITA)              | DNF                        |
| 173                        | David de la Cruz Melgarejo (ESP) | 20è                        |
| 174                        | Mark Donovan (GBR)               | 18è                        |
| 175                        | Alessandro Fancellu (ITA)        | 55è                        |
| 176                        | Damien Howson (AUS)              | 88è                        |
| 177                        | James Whelan (AUS)               | 94è                        |

| Team Polti Kometa PTK | Team Polti Kometa PTK       | Team Polti Kometa PTK |
| --------------------- | --------------------------- | --------------------- |
| Núm                   | Ciclista                    | Pos                   |
| 181                   | Andrea Garosio (ITA)        | 63è                   |
| 182                   | Paul Double (GBR)           | 19è                   |
| 183                   | Javier Serrano (ESP)        | DNF                   |
| 184                   | Alex Martin (ESP)           | 42è                   |
| 185                   | Davide De Cassan (ITA)      | DNF                   |
| 186                   | Francisco Muñoz Llana (ESP) | 83è                   |

| TotalEnergies TEN | TotalEnergies TEN        | TotalEnergies TEN |
| ----------------- | ------------------------ | ----------------- |
| Núm               | Ciclista                 | Pos               |
| 191               | Mathieu Burgaudeau (FRA) | DNF               |
| 192               | Steff Cras (BEL)         | 8è                |
| 193               | Fabien Doubey (FRA)      | DNF               |
| 194               | Jordan Jegat (FRA)       | 60è               |
| 195               | Alan Jousseaume (FRA)    | DNF               |
| 196               | Fabien Grellier (FRA)    | DNF               |
| 197               | Alexis Vuillermoz (FRA)  | 79è               |

| Illes Balears Arabay Cycling IBA | Illes Balears Arabay Cycling IBA | Illes Balears Arabay Cycling IBA |
| -------------------------------- | -------------------------------- | -------------------------------- |
| Núm                              | Ciclista                         | Pos                              |
| 201                              | Unai Esparza (ESP)               | 105è                             |
| 202                              | Julen Amézqueta Moreno (ESP)     | 49è                              |
| 203                              | Joan Albert Riera Clar (ESP)     | DNF                              |
| 204                              | Asier Pablo González (ESP)       | 103è                             |
| 205                              | Alex Molenaar (NED)              | 46è                              |
| 206                              | José María García Soriano (ESP)  | DNF                              |
| 207                              | Gonzalo Ariño (ESP)              | DNF                              |

| Sabgal-Anicolor SAT | Sabgal-Anicolor SAT            | Sabgal-Anicolor SAT |
| ------------------- | ------------------------------ | ------------------- |
| Núm                 | Ciclista                       | Pos                 |
| 211                 | Mathias Bregnhøj (DEN)         | 34è                 |
| 212                 | Tiago Silva (POR)              | DNF                 |
| 213                 | Julius Johansen (DEN)          | 91è                 |
| 214                 | Guillermo García Janeiro (ESP) | DNF                 |
| 215                 | Gabriel Baptista (POR)         | DNF                 |
| 216                 | Duarte Domingues (POR)         | 102è                |
| 217                 | Frederico Figueiredo (POR)     | DNF                 |

| Cofidis COF | Cofidis COF                    | Cofidis COF |
| ----------- | ------------------------------ | ----------- |
| Núm         | Ciclista                       | Pos         |
| 1           | Ion Izagirre Insausti (ESP)    | 4t          |
| 2           | Thomas Champion (FRA)          | DNF         |
| 3           | Ben Hermans (BEL)              | 97è         |
| 4           | Jesús Herrada López (ESP)      | 96è         |
| 5           | Gorka Izagirre Insausti (ESP)  | 48è         |
| 6           | Jonathan Lastra Martínez (ESP) | 70è         |

| Arkéa-B&B Hotels ARK | Arkéa-B&B Hotels ARK            | Arkéa-B&B Hotels ARK |
| -------------------- | ------------------------------- | -------------------- |
| Núm                  | Ciclista                        | Pos                  |
| 11                   | Cristián Rodríguez Martín (ESP) | DNF                  |
| 12                   | Louis Barré (FRA)               | 32è                  |
| 13                   | Clément Champoussin (FRA)       | 7è                   |
| 14                   | Jean-Loup Fayolle (FRA)         | DNF                  |
| 15                   | Martin Tjøtta (NOR)             | DNF                  |
| 16                   | Michel Ries (LUX)               | 90è                  |
| 17                   | Alessandro Verre (ITA)          | 35è                  |

| Astana Qazaqstan Team AST | Astana Qazaqstan Team AST    | Astana Qazaqstan Team AST |
| ------------------------- | ---------------------------- | ------------------------- |
| Núm                       | Ciclista                     | Pos                       |
| 21                        | Samuele Battistella (ITA)    | 6è                        |
| 22                        | Anton Kuzmin (KAZ)           | DNF                       |
| 23                        | Gianmarco Garofoli (ITA)     | 26è                       |
| 24                        | Henok Mulubrhan (ERI) (ruta) | 65è                       |
| 25                        | Vadim Pronskiy (KAZ)         | 54è                       |
| 26                        | Igor Chzhan (KAZ)            | 101è                      |
| 27                        | Max Walker (GBR)             | DNF                       |

| Bora-Hansgrohe BOH | Bora-Hansgrohe BOH            | Bora-Hansgrohe BOH |
| ------------------ | ----------------------------- | ------------------ |
| Núm                | Ciclista                      | Pos                |
| 31                 | Emanuel Buchmann (GER) (ruta) | 71è                |
| 32                 | Bob Jungels (LUX)             | 62è                |
| 33                 | Matteo Sobrero (ITA)          | DNF                |
| 34                 | Roger Adrià Oliveras (ESP)    | 39è                |
| 35                 | Maximilian Schachmann (GER)   | 9è                 |
| 36                 | Frederik Wandahl (DEN)        | DNF                |
| 37                 | Alexander Hajek (AUT)         | 77è                |

| Decathlon-AG2R La Mondiale DAT | Decathlon-AG2R La Mondiale DAT | Decathlon-AG2R La Mondiale DAT |
| ------------------------------ | ------------------------------ | ------------------------------ |
| Núm                            | Ciclista                       | Pos                            |
| 41                             | Bruno Armirail (FRA)           | DNF                            |
| 42                             | Alex Baudin (FRA)              | 17è                            |
| 43                             | Felix Gall (AUT)               | 58è                            |
| 44                             | Jaakko Hänninen (FIN)          | 84è                            |
| 46                             | Paul Lapeira (FRA)             | 85è                            |
| 47                             | Nans Peters (FRA)              | 52è                            |

| EF Education-EasyPost EFE | EF Education-EasyPost EFE  | EF Education-EasyPost EFE |
| ------------------------- | -------------------------- | ------------------------- |
| Núm                       | Ciclista                   | Pos                       |
| 51                        | Markel Beloki (ESP)        | DNF                       |
| 52                        | Esteban Chaves Rubio (COL) | 29è                       |
| 53                        | Lukas Nerurkar (GBR)       | 87è                       |
| 54                        | Archie Ryan (IRL)          | 5è                        |
| 55                        | James Shaw (GBR)           | 86è                       |
| 56                        | Rigoberto Urán (COL)       | 40è                       |
| 57                        | Alexander Cepeda (ECU)     | 37è                       |

| Lidl-Trek LTK | Lidl-Trek LTK                   | Lidl-Trek LTK |
| ------------- | ------------------------------- | ------------- |
| Núm           | Ciclista                        | Pos           |
| 61            | Andrea Bagioli (ITA)            | 38è           |
| 62            | Julien Bernard (FRA)            | 36è           |
| 63            | Fabio Felline (ITA)             | DNF           |
| 64            | Louis Leidert (GER)             | 93è           |
| 65            | Liam O'Brien (IRL)              | 76è           |
| 66            | Carlos Verona Quintanilla (ESP) | 21è           |
| 67            | Natnael Tesfatsion (ERI)        | 66è           |

| Movistar Team MOV | Movistar Team MOV               | Movistar Team MOV |
| ----------------- | ------------------------------- | ----------------- |
| Núm               | Ciclista                        | Pos               |
| 71                | Alexander Aranburu Deba (ESP)   | 81è               |
| 72                | Jon Barrenetxea (ESP)           | 30è               |
| 73                | Pelayo Sánchez Mayo (ESP)       | 69è               |
| 74                | Ruben Guerreiro (POR)           | 23è               |
| 75                | Gregor Mühlberger (AUT) (ruta)  | 75è               |
| 76                | Sergio Samitier (ESP)           | 68è               |
| 77                | Gonzalo Serrano Rodríguez (ESP) | 28è               |

| Team dsm-firmenich PostNL DFP | Team dsm-firmenich PostNL DFP | Team dsm-firmenich PostNL DFP |
| ----------------------------- | ----------------------------- | ----------------------------- |
| Núm                           | Ciclista                      | Pos                           |
| 81                            | Warren Barguil (FRA)          | 11è                           |
| 82                            | Romain Combaud (FRA)          | DNF                           |
| 83                            | Gijs Leemreize (NED)          | 24è                           |
| 84                            | Enzo Leijnse (NED)            | DNF                           |
| 85                            | Oscar Onley (GBR)             | 3r                            |
| 86                            | Martijn Tusveld (NED)         | 98è                           |
| 87                            | Vincent Bodet (FRA)           | DNF                           |

| Team Jayco AlUla JAY | Team Jayco AlUla JAY   | Team Jayco AlUla JAY |
| -------------------- | ---------------------- | -------------------- |
| Núm                  | Ciclista               | Pos                  |
| 91                   | Simon Yates (GBR)      | DNF                  |
| 92                   | Davide De Pretto (ITA) | 14è                  |
| 93                   | Felix Engelhardt (GER) | 72è                  |
| 94                   | Lucas Hamilton (AUS)   | 25è                  |
| 95                   | Edward Dunbar (IRL)    | DNF                  |
| 96                   | Rudy Porter (AUS)      | DNF                  |
| 97                   | Mauro Schmid (SUI)     | DNF                  |

| UAE Team Emirates UAD | UAE Team Emirates UAD      | UAE Team Emirates UAD |
| --------------------- | -------------------------- | --------------------- |
| Núm                   | Ciclista                   | Pos                   |
| 101                   | Igor Arrieta (ESP)         | 16è                   |
| 102                   | Finn Fisher-Black (NZL)    | 80è                   |
| 103                   | Marc Soler i Giménez (ESP) | DNF                   |
| 104                   | Isaac del Toro (MEX)       | 13è                   |
| 105                   | Brandon McNulty (USA)      | 1r                    |
| 106                   | Pàvel Sivakov (FRA)        | 15è                   |

| Burgos-BH BBH | Burgos-BH BBH                  | Burgos-BH BBH |
| ------------- | ------------------------------ | ------------- |
| Núm           | Ciclista                       | Pos           |
| 111           | Sergio Geovani Chumil (GUA)    | 104è          |
| 112           | David Delgado Higueruelo (ESP) | DNF           |
| 113           | José Manuel Díaz Gallego (ESP) | 56è           |
| 114           | Jesús Ezquerra (ESP)           | 57è           |
| 115           | Jetse Bol (NED)                | 100è          |
| 116           | Sinuhé Fernández (ESP)         | 53è           |
| 117           | Karel Vacek (CZE)              | DNF           |

| Caja Rural-Seguros RGA CJR | Caja Rural-Seguros RGA CJR     | Caja Rural-Seguros RGA CJR |
| -------------------------- | ------------------------------ | -------------------------- |
| Núm                        | Ciclista                       | Pos                        |
| 121                        | Fernando Barceló Aragón (ESP)  | 10è                        |
| 122                        | Sebastian Berwick (AUS)        | DNF                        |
| 123                        | Jefferson Cepeda (ECU)         | 64è                        |
| 124                        | Joseba López (ESP)             | 95è                        |
| 125                        | Joel Nicolau Beltran (ESP)     | 50è                        |
| 126                        | Eduard Prades i Reverter (ESP) | 47è                        |
| 127                        | Gorka Sorarrain (ESP)          | 89è                        |

| Equipo Kern Pharma EKP | Equipo Kern Pharma EKP        | Equipo Kern Pharma EKP |
| ---------------------- | ----------------------------- | ---------------------- |
| Núm                    | Ciclista                      | Pos                    |
| 131                    | Urko Berrade (ESP)            | 12è                    |
| 132                    | Pablo Castrillo Zapater (ESP) | 43è                    |
| 133                    | Ibon Ruiz (ESP)               | 27è                    |
| 134                    | Iván Cobo (ESP)               | 134è                   |
| 135                    | Pau Miquel Delgado (ESP)      | 22è                    |
| 136                    | Martí Márquez (ESP)           | DNF                    |
| 137                    | Unai Iribar (ESP)             | 33è                    |

| Euskaltel-Euskadi EUS | Euskaltel-Euskadi EUS             | Euskaltel-Euskadi EUS |
| --------------------- | --------------------------------- | --------------------- |
| Núm                   | Ciclista                          | Pos                   |
| 141                   | Enekoitz Azparren (ESP)           | 45è                   |
| 142                   | Gotzon Martín (ESP)               | 44è                   |
| 143                   | Víctor de la Parte González (ESP) | 61è                   |
| 144                   | Txomin Juaristi (ESP)             | 99è                   |
| 145                   | Mikel Iturria Segurola (ESP)      | 67è                   |
| 146                   | Asier Etxeberria (ESP)            | DNF                   |
| 147                   | Iker Mintegi (ESP)                | 31è                   |

| Israel-Premier Tech IPT | Israel-Premier Tech IPT  | Israel-Premier Tech IPT |
| ----------------------- | ------------------------ | ----------------------- |
| Núm                     | Ciclista                 | Pos                     |
| 151                     | George Bennett (NZL)     | 41è                     |
| 152                     | Mason Hollyman (GBR)     | DNF                     |
| 153                     | Matthew Riccitello (USA) | 92è                     |
| 154                     | Mads Würtz Schmidt (DEN) | DNF                     |
| 155                     | Nick Schultz (AUS)       | 78è                     |
| 156                     | Stephen Williams (GBR)   | DNF                     |
| 157                     | Michael Woods (CAN)      | DNF                     |

| Lotto Dstny LTD | Lotto Dstny LTD             | Lotto Dstny LTD |
| --------------- | --------------------------- | --------------- |
| Núm             | Ciclista                    | Pos             |
| 161             | Logan Currie (NZL)          | 74è             |
| 162             | Thomas De Gendt (BEL)       | DNF             |
| 163             | Jonas Gregaard Wilsly (DEN) | 59è             |
| 164             | Sylvain Moniquet (BEL)      | 73è             |
| 165             | Eduardo Sepúlveda (ARG)     | 51è             |
| 166             | Johannes Adamietz (GER)     | DNF             |
| 167             | Maxim Van Gils (BEL)        | 2n              |

| Q36.5 Pro Cycling Team Q36 | Q36.5 Pro Cycling Team Q36       | Q36.5 Pro Cycling Team Q36 |
| -------------------------- | -------------------------------- | -------------------------- |
| Núm                        | Ciclista                         | Pos                        |
| 171                        | Xabier Mikel Azparren (ESP)      | DNF                        |
| 172                        | Filippo Conca (ITA)              | DNF                        |
| 173                        | David de la Cruz Melgarejo (ESP) | 20è                        |
| 174                        | Mark Donovan (GBR)               | 18è                        |
| 175                        | Alessandro Fancellu (ITA)        | 55è                        |
| 176                        | Damien Howson (AUS)              | 88è                        |
| 177                        | James Whelan (AUS)               | 94è                        |

| Team Polti Kometa PTK | Team Polti Kometa PTK       | Team Polti Kometa PTK |
| --------------------- | --------------------------- | --------------------- |
| Núm                   | Ciclista                    | Pos                   |
| 181                   | Andrea Garosio (ITA)        | 63è                   |
| 182                   | Paul Double (GBR)           | 19è                   |
| 183                   | Javier Serrano (ESP)        | DNF                   |
| 184                   | Alex Martin (ESP)           | 42è                   |
| 185                   | Davide De Cassan (ITA)      | DNF                   |
| 186                   | Francisco Muñoz Llana (ESP) | 83è                   |

| TotalEnergies TEN | TotalEnergies TEN        | TotalEnergies TEN |
| ----------------- | ------------------------ | ----------------- |
| Núm               | Ciclista                 | Pos               |
| 191               | Mathieu Burgaudeau (FRA) | DNF               |
| 192               | Steff Cras (BEL)         | 8è                |
| 193               | Fabien Doubey (FRA)      | DNF               |
| 194               | Jordan Jegat (FRA)       | 60è               |
| 195               | Alan Jousseaume (FRA)    | DNF               |
| 196               | Fabien Grellier (FRA)    | DNF               |
| 197               | Alexis Vuillermoz (FRA)  | 79è               |

| Illes Balears Arabay Cycling IBA | Illes Balears Arabay Cycling IBA | Illes Balears Arabay Cycling IBA |
| -------------------------------- | -------------------------------- | -------------------------------- |
| Núm                              | Ciclista                         | Pos                              |
| 201                              | Unai Esparza (ESP)               | 105è                             |
| 202                              | Julen Amézqueta Moreno (ESP)     | 49è                              |
| 203                              | Joan Albert Riera Clar (ESP)     | DNF                              |
| 204                              | Asier Pablo González (ESP)       | 103è                             |
| 205                              | Alex Molenaar (NED)              | 46è                              |
| 206                              | José María García Soriano (ESP)  | DNF                              |
| 207                              | Gonzalo Ariño (ESP)              | DNF                              |

| Sabgal-Anicolor SAT | Sabgal-Anicolor SAT            | Sabgal-Anicolor SAT |
| ------------------- | ------------------------------ | ------------------- |
| Núm                 | Ciclista                       | Pos                 |
| 211                 | Mathias Bregnhøj (DEN)         | 34è                 |
| 212                 | Tiago Silva (POR)              | DNF                 |
| 213                 | Julius Johansen (DEN)          | 91è                 |
| 214                 | Guillermo García Janeiro (ESP) | DNF                 |
| 215                 | Gabriel Baptista (POR)         | DNF                 |
| 216                 | Duarte Domingues (POR)         | 102è                |
| 217                 | Frederico Figueiredo (POR)     | DNF                 |